# Station West Hampstead Thameslink
West Hampstead Thameslink is een spoorwegstation van National Rail in Camden in Engeland. Het station is eigendom van Network Rail en wordt beheerd door Govia Thameslink Railway. 